# Шаяхметов Жумабай
Жумабай Шаяхметович Шаяхметов (30 серпня 1902, аул № 1 Борисовської волості Омського повіту Акмолінської області Степного генерал-губернаторства, тепер Шербакульського району Омської області, Російська Федерація — 17 жовтня 1966, місто Алма-Ата, тепер Алмати, Республіка Казахстан) — радянський партійний діяч, 1-й секретар ЦК КП(б) Казахстану. Член Бюро ЦК КП(б) Казахстану в 1938—1954 р. Член ЦК КПРС у 1952—1956 роках. Депутат Верховної Ради СРСР 1—4-го скликань.

## Біографія
Народився в бідній селянській родині в аулі № 1 Борисовської волості Омського повіту Акмолінської області Степного генерал-губернаторства, тепер Шербакульського району Омської області, Російська Федерація. Навчався в початковій школі. 1918 року закінчив двокласне російсько-казахське училище в селі Полтавка Омської губернії.
У лютому 1918 — грудні 1919 року був наймитом у баїв та заможних селян в аулі № 1 Борисовської волості Омського повіту. У грудні 1919 — січні 1922 року — шкільний учитель в аулі № 2 Борисовської волості Омської губернії. У січні 1922 — травні 1923 року обіймав посаду секретаря Текінського волосного революційного комітету в аулі Мірзагул Текінської волості Омського повіту Киргизької АРСР. Від травня 1923 до травня 1925 року був агентом Черлакського повітового карного розшуку Акмолінської губернії.У травні 1925 — квітні 1926 року займав пост секретаря Казахської комісії Акмолінського губернського виконавчого комітету. У квітні 1926 — листопаді 1928 року — секретар та інструктор Акмолінського губернського (Петропавлівського окружного) комітету спілки «Кошчі». Від листопада 1928 до серпня 1930 року перебував на оперативній роботі в Петропавлівському окружному відділі ОДПУ Казахської АРСР.
Член ВКП(б) від листопада 1929 року.
У серпні 1930 — січні 1931 року перебував на оперативній роботі в Октябрському районному відділі ОДПУ селища Казгородок Казахської РСР. У січні — серпні 1931 року — на оперативній роботі в Щучинському районному відділі ОДПУ села Щучьє Казахської РСР. Від серпня 1931 до серпня 1932 року — на оперативній роботі в оперативному секторі ОДПУ міста Петропавловська Казахської РСР.
У 1932-1933 роках навчався в Московському інституті сходознавства імені Наріманова, закінчив лише перший курс.
У травні 1933 — червні 1938 року був спочатку помічником уповноваженого, потім уповноваженим, начальником відділення, заступником начальника Управління НКВС-ОДПУ по Північно-Казахстанській області Казахської РСР в місті Петропавловську. У червні — липні 1938 року займав пост заступника начальника Управління НКВС по Алма-Атинській області Казахської РСР.
14 липня 1938 — 17 червня 1939 року — 3-й секретар ЦК КП(б) Казахстану. Після цього (до 22 червня 1946 року) — 2-й секретар ЦК КП(б) Казахстану. Від 22 червня 1946 до 6 лютого 1954 року займав пост 1-го секретаря ЦК КП(б) Казахстану, одночасно, від 12 червня 1950 до 20 квітня 1954 року, обіймав посаду голови Ради Національностей Верховної Ради СРСР. У квітні 1954 — травні 1955 року був 1-им секретарем Південно-Казахстанського обласного комітету КП Казахстану в місті Шимкент.
У червні 1955 вийшов на пенсію.
Похований в Алма-Аті (Алмати) на Центральному міському цвинтарі.

## Нагороди
- три ордени Леніна
- орден Трудового Червоного Прапора (15.02.1939)
- Орден «Знак Пошани»
- медалі